# Istorps kyrka
Istorps kyrka är en kyrkobyggnad belägen i Istorp i Marks kommun. Den tillhör Istorps församling i Göteborgs stift och Svenska kyrkan.

## Kyrkobyggnaden
Kyrkobyggnaden har en stomme av sten och består av rektangulärt långhus med femsidigt avslutat kor i öster. Koret ger ett visuellt intryck av att vara halvrunt. Ett kyrktorn finns vid västra sidan. Ingång finns i tornets västra sida samt mitt på långhusets sydsida. Murarna är vitputsade såväl ut- som invändigt och genombryts av stickbågiga fönsteröppningar. Kyrktornet kröns av tidstypisk huv med lanternin. Kyrkorummet täcks av ett tunnvalv av trä.

### Tillkomst och ombyggnader
Ursprungliga kyrkan uppfördes troligen på medeltiden. Vid en stor ombyggnad 1734 uppfördes nya ytterväggar i söder och öster. Nuvarande planform är huvudsakligen resultatet av om- och tillbyggnader under första hälften av 1800-talet. Vid en ombyggnad 1804 förlängdes kyrkan åt öster och korpartiet fick sin nuvarande utformning. Kyrktornet i väster uppfördes 1805. Vid en ombyggnad 1836 höjdes ytterväggarna en halvmeter och nya takvalv tillkom. Fönsteröppningarna förstorades in och yttertaket förändrades. 1841 murades kyrktornet om och försågs med nuvarande lanternin. 1861 lades ett nytt golv in i kyrkorummet. Kyrkans exteriör präglas till stor del av ombyggnaderna under 1800-talets första hälft.

### Ombyggnader på 1900-talet
En omfattande renovering genomfördes 1925 efter program av arkitekt Axel Forssén. En sakristia inreddes i korutrymmet bakom altaruppsatsen och en ny ingång togs upp i östra väggen. Ytterväggarna putsades om på kyrkan såväl som på ett bårhus. En renovering genomfördes åren 1945-1946 under ledning av arkitekt Kaj Christensen, Varberg. Norra ingången sattes då igen och ersattes med en fönsteröppning. Kyrkorum och läktare fick nya golv som lades ovanpå befintliga golv. Vapenhuset försågs med nytt golv och en trappa. Bänkinredningen i kyrkorum och läktare byggdes om och målades i grågrön kulör. Åren 1990-1991 genomfördes en inre restaurering som omfattade läktarunderbyggnad med bland annat nytt utrymme för sakristia. Kyrkorummet målades om i nya färger, främst blått och vitt.

## Inventarier
- Predikstolen är placerad vid norra väggen och tillkom troligen omkring år 1700 av bildhuggaren Gustav Kihlman[1]. Den brunmålade fyrasidiga korgen är försedd med skulpturer av de fyra evangelisterna.
- Dopfunten tillverkades omkring 1915 av snickaren Edvard Börjesson från Kulla. Från början var funten vitmålad men år 1925 fick den sin nuvarande grågröna marmorering. Tillhörande dopfat från 1645 skänktes av Nils Staffansson Hjulhammar från Stora Kärret.
- Altaruppsatsen i nyklassicistisk stil tillverkades på 1820-talet av snickaren Petter Carlsson från Öxnevalla. Kristusbilden på korset gjordes 1946 av snickaren Viktor Johansson i Torse, Istorp. Sedan 1969 flankeras den av två träreliefer, födelsen och uppståndelsen, av Erik Nilsson, Harplinge. Altaruppsatsen fick 1991 en ny färgsättning av konservator Anders Darwall, Hunnebostrand.
- Nuvarande orgelverk byggdes 1974 av Tostareds kyrkorgelfabrik. Det finns bakom fasaden som härstammar från 1843 års orgel.
- Kyrkklockorna är från 1707 och 1773. 22 juni 1786 gjorde klockgjutaren Jonas Wetterholtz, Göteborg, en omgjutning på den ena som väger 850 kg.[2]

## Omgivning
- Nordväst om kyrkan finns ett bårhus som ursprungligen är ett benhus från 1400-talet.
- Ett stycke nordväst om kyrkan finns prästgården som uppfördes 1795. Prästgården fick sitt nuvarande utseende 1920 - 1921 då fasaden rappades.
- Ett församlingshem uppfört 1927 ligger invid södra kyrkogårdsmuren.